# Ólmod
Ólmod je vas na Madžarskem, ki upravno spada pod okrožje Kőszeg Županije Vas.